# Penikkajärvi, Norrbotten
Penikkajärvi är en sjö i Övertorneå kommun i Norrbotten och ingår i Sangisälvens huvudavrinningsområde. Sjön har en area på 6,26 kvadratkilometer och ligger 82 meter över havet. Sjön avvattnas av vattendraget Linkkabäcken (Penikkajoki).

## Delavrinningsområde
Penikkajärvi ingår i det delavrinningsområde (735694-184422) som SMHI kallar för Utloppet av Penikkajärvi. Medelhöjden är 95 meter över havet och ytan är 15,6 kvadratkilometer. Räknas de 10 avrinningsområdena uppströms in blir den ackumulerade arean 101,15 kvadratkilometer. Linkkabäcken (Penikkajoki) som avvattnar avrinningsområdet har biflödesordning 2, vilket innebär att vattnet flödar genom totalt 2 vattendrag innan det når havet efter 38 kilometer. Avrinningsområdet består mestadels av skog (49 procent). Avrinningsområdet har 6,27 kvadratkilometer vattenytor vilket ger det en sjöprocent på 40,2 procent.